# Jobriath
Bruce Wayne Campbell (Filadelfia (PA), 14 de diciembre de 1946 - Manhattan (NY), 3 de agosto de 1983), conocido por su nombre artístico Jobriath, fue un cantante, compositor y actor estadounidense.  
Con sólo 2 álbumes de estudio Jobriath (1973) y Creatures of the Street (1974), y el sencillo I'm A Man, logró un éxito limitado en el su natal Estados Unidos, y en el Reino Unido, donde por la similitud vocal con David Bowie y su histrionismo en el escenario se le apodo como The American Bowie.
Es considerado como el pionero de la música glam, incluso llegando a influenciar en artistas como el propio Bowie y Marc Bolan. También fue el primer artista de rock abiertamente homosexual en ser fichado por una discográfica, y uno de los primeros artistas internacionalmente conocidos en morir de SIDA durante los primeros años de la pandemia.
Pese a su poco éxito comercial, resaltó como actor y productor musical. Jobriath pasó sus últimos años de vida como residente del prestigioso Hotel Chelsea de Nueva York, donde también era común ver a Andy Warhol y a un sinnúmero de artistas. Murió el 3 de agosto de 1983 a los 36 años víctima del SIDA en su habitación del Hotel Chelsea, abandonado y olvidado.
Luego de su muerte, Jobriath representó una importante influencia para The Smiths, más exactamente a su líder y vocalista Morrissey, quien ha intentado rescatar su legado desde los inicios de su carrera solista.

## Discografía
- Jobriath (1973)
- Creatures of the Street (1974)
- Amazing Dope Tales EP (2013)
- As the River Flows (2014)

## Filmografía
- Arena Chelsea Hotel, BBC (1981)
- Jobriath AD (2012)